# Okrotice bílá
Okrotice bílá (Cephalanthera damasonium) je vytrvalá bylina, která je jedním ze tří zástupců rodu okrotice (Cephalanthera) v České republice. Pro okrotici bílou jsou někdy používány názvy: Serapias damasonium Mill., Serapias grandiflora L., Epipactis alba Crantz, Cephalanthera pallens Rich., Cephalanthera alba (Cranz), Cymbidium pallens Sw.; česky je někdy nazývána i kulatička zažloutlá (Presl 1819), okrotice zažlutlá (Presl 1846), kulatička zažloutlá (Opiz 1852, Sloboda 1852), okrotice bělavá (Čelakovský 1879).
Mezidruhoví kříženci v rámci rodu nebyli v ČR nalezeni, ačkoliv se mimo ČR druhy tohoto rodu kříží. Byl nalezen kříženec druhu okrotice bílá a druhu kruštík širolistý nazvaný kruštíkovec zkřížený.

## Podřazené taxony
- Cephalanthera damasonium f. damasonium
- Cephalanthera damasonium f. adenophora
- Cephalanthera damasonium f. gracilis
- Cephalanthera damasonium f. pienina
- Cephalanthera damasonium f. collina
- Cephalanthera damasonium f. spicata
- Cephalanthera damasonium f. uniflora

## Stanoviště a rozšíření
Tento druh okrotice preferuje listnaté lesy (doubravy, květnaté bučiny, dubohabřiny), křovinaté stráně a světlé lemy. Roste na humózních i kamenitých půdách. Je fakultativní alkalofyt – příležitostně preferuje zásadité substráty, druh někdy s oblibou roste například na vápenci. Jen zřídka roste v nezastíněných biotopech. Okrotice bílá roste v Evropě (s výjimkou severní Evropy), od jižní Anglie po Kavkaz a v severní Africe.

## Popis

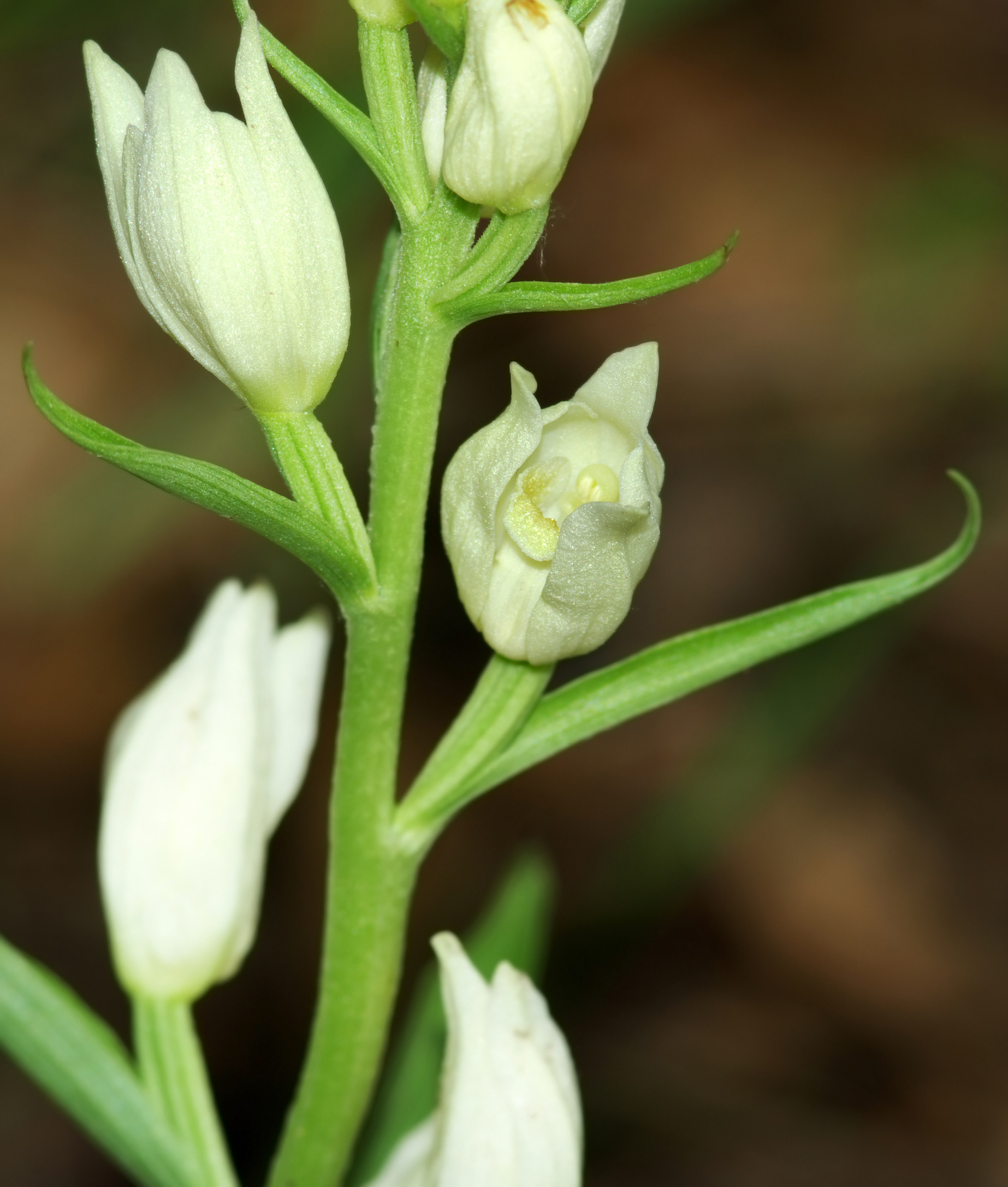
Detail květů okrotice bílé

Okrotice bílá je 10–60 cm vysoká rostlina s přímou lodyhou a 3–6 listy. Jedna rostlina mívá často více květonosných lodyh. Květy jsou barvy slonové kosti, mléčně bílé, nažloutlé (velmi vzácně mohou být i nazelenalé), skládají se do chudých květenství obvykle se 3–8 jednotlivými květy. Květy vyrůstají z paždí nápadných velkých lupenitých listenů, z nichž alespoň nespodnější je delší než květy. Okvětní listy květu jsou k sobě navzájem těsně skloněné. Květ bývá jen zřídka otevřený, naprostou většinou dochází k samoopylení uvnitř květu, semena se tvoří téměř ze všech, tedy i neopylených květů. Tento druh okrotice kvete od května do června. Plodem okrotice bílé jsou zelené tobolky, které jsou bohaté na lehká semena, jež se snadno šíří větrem.
Plocha kopinatých nebo vejčitě kopinatých listů se od nižších částí lodyhy ke středu zvětšuje a od středu výše zmenšuje.  I přímo mezi květy vyrůstají nápadné zelené listeny. I v ČR byly pozorovány zcela nezelené rostliny.

## Možnost záměny
Druh je možné zaměnit na území ČR za rostliny okrotice dlouholisté. Od okrotice bílé se okrotice dlouholistá podle jednoho zdroje liší listy několikrát delšími než širokými. U okrotice dlouholisté se vyvíjí 7–10 listů a jsou alespoň pětkrát delší než široké, zatímco u okrotice bílé je jich jen 3–6 a jsou asi jen třikrát až čtyřikrát delší než široké. Také lze jako výrazný určující znak označit velmi krátké nebo zcela nezřetelné listeny v horní části květenství okrotice dlouholisté a výrazné poměrně velké zelené listeny, z jejichž úžlabí vyrůstají květy u okrotice bílé. Rozlišovacím znakem může být i celkový vzhled – okrotice dlouholistá je výrazná statná pravidelně rostlá rostlina s výrazným olistěním, s dlouhými listy, zatímco okrotice bílá bývá spíše slabšího růstu s méně pravidelným a spíše slabým olistěním kulatými krátkými listy. Květ okrotice bílé je obvykle nažloutlý, květ okrotice dlouholisté obvykle zářivě bílý. Květy okrotice dlouholisté jsou obvykle v době květu pootevřené. Květy okrotice bílé jsou často v době květu uzavřené a jen zřídka pootevřené. Jako znak je někdy uváděn i růst: okrotice dlouholistá má u všech dobře rostlých nepoškozených jedinců rovnou vzpřímenou lodyhu a květenství, ale okrotice bílá má vřeteno obvykle zprohýbané.